# Стоєнешть (Беріслевешть, Вилча)
Стоєнешть, Стоєнешті (рум. Stoenești) — село у повіті Вилча в Румунії. Входить до складу комуни Беріслевешть.
Село розташоване на відстані 159 км на північний захід від Бухареста, 16 км на північ від Римніку-Вилчі, 113 км на північний схід від Крайови, 102 км на південний захід від Брашова.

## Населення
За даними перепису населення 2002 року у селі проживали 339 осіб, усі — румуни. Усі жителі села рідною мовою назвали румунську.